# Turvo (Paraná)
Turvo es un municipio brasileño del estado de Paraná.
Posee un área es de 902,246 km² representando 0,2867 % del estado, 0,1014 % de la región y 0,0067 % de todo el territorio brasileño. Se localiza a una latitud 25º02'34" sur y a una longitud 51º31'47" oeste, estando a una altitud de 1040 m. Su población estimada en 2005 era de 14.771 habitantes